# 차동민 (법조인)
차동민(車東旻, 1959년~)은 대한민국의 법조인으로 대검찰청 차장검사를 역임했다.

## 생애
1959년 경기도 평택시에서 태어나 1977년 제물포고등학교, 1981년 서울대학교 법학과를 졸업하고 1980년 제22회 사법시험에서 합격하여 사법연수원 13기를 수료하고 군 법무관을 거쳐 1986년 9월 서울지방검찰청 검사에 임용되었다.
서울지방검찰청에서 재직하던 1989년 1월 18일에  서울시내 6개 출판사와 서점에 대하여 압수수색을 실시하여 〈김일성 선집 I〉〈북한 현대사〉〈민중의 바다〉 등 3종 3586권을 압수하고 대동출판사 등 출판사 대표 3명과 직원 6명 등 9명을 국가보안법 위반(이적표현물 제작,배포) 혐의로 연행했다.  3월 7일 대한항공 858편 폭파 사건 피고인 김현희에 대해 출생, 공작교육과정 및 폭파공작훈련, 범행에 이르기까지 100여 항목에 대해 직접 신문을 했다. 3월 23일 〈항일무장투쟁사〉등을 출판하여 국가보안법 위반으로 구속된 대동출판사 대표 배정규에게 징역 3년 자격정지 3년을 구형했다. 서경원 의원 밀입북한 사건과 관련하여 김대중을 조사했다. 1986년 5월 3일 신민당 개헌 현판식 때 시위를 주도했다는 이유로 민통련 인권위원장으로 있었던 곽태영에 대해 구속영장을 청구하여 1988년 7월 25일에 구속했다.
춘천지방검찰청 강릉지청 검사로 있던 1990년 2월 12일 동해시 국회의원선거법 위반 사건 결심공판에서 불구속기소된 민정당 홍희표 의원, 민주당 이관형, 평민당 김숙원, 공화당 이홍섭, 무소속 지일웅  후보 등 피고인 10명에게 "과열선거 분위기를 불법으로 고조시키는 것은 민주화를 갈망하는 우리 국민의 뜻을 저버리는 행위로 이같은 불법선거는 엄벌에 처해야 한다"면서 징역8월을 각각 구형했다. 민정당 당원 2명과 평민당 명주-양양 지구당 위원장 등 3명에게는 징역10월을 각각 구형했다.
서울지방검찰청 특수2부 부장검사로 재직하던 2002년에 최규선 게이트를 수사하면서 김대중 대통령의 3남 김홍걸을 특정범죄가중처벌법상 알선수재 등 혐의로 구속기소했다.
수원지방검찰청 공안부장으로 있던 1998년 11월 19일 제2회 전국동시지방선거에서 경기도지사 후보로 나섰던 한나라당 손학규에 대해 "10월초에 출국금지 조치를 했다"고 밝히면서 "소환에 수 차례나 불응하면서 미국 조지워싱턴대에 교환 교수로 갈 예정이라고 밝혀 이 같은 조치를 취했으나 체포영장 발부 등은 검토하지 않고 있다"고 말했다.
법무부 검찰국장으로 있던 2008년 광복절 특별사면에 대한 논란이 있자 "국내외적으로 어려운 경제 여건을 타개하기 위해서는 일자리 창출과 경제활성화가 어느 때보다 중요한 상황임을 고려치 않을 수 없었다"며 "대기업 총수 사면은 경제살리기에 전력하도록 하기 위한 것"이라고 말했다.
수원지방검찰청 검사장으로 재직하던 2009년 7월 20일에  "검찰 지휘부 공백이 장기화될 것으로 예상됨에 따라 지휘부 공백을 최소화하기 위해 대검 차장을 우선 임명한다"면서 대검찰청 차장검사로 승진 임명되어  "조직 안정이 최우선"이라며 "검찰 조직이 빠른 시간 안에 안정을 찾을 수 있도록 노력하겠다"고 밝혔다.

## 경력
- 1986년 9월 ~ 1989년 8월 서울지방검찰청 검사
- 1989년 8월 ~ 1991년 2월 춘천지방검찰청 강릉지청 검사
- 1991년 2월 ~ 1993년 2월 법무부 검찰3과 검사
- 1993년 2월 ~ 1994년 8월 서울지방검찰청 검사
- 1994년 8월 ~ 1995년 9월 서울고등검찰청 검사
- 1995년 9월 ~ 1996년 8월 대전지방검찰청 강경지청 지청장
- 1996년 8월 ~ 1998년 3월 대검찰청 검찰연구관
- 1998년 3월 ~ 1999년 6월 수원지방검찰청 공안부장
- 1999년 6월 ~ 2001년 6월 대검찰청 공보관
- 2001년 6월 ~ 2003년 3월 서울중앙지방검찰청 특수2부, 특수3부 부장검사
- 2003년 3월 ~ 2004년 6월 부산고등검찰청 검사
- 2004년 6월 ~ 2005년 4월 대검찰청 수사기획관
- 2005년 4월 ~ 2006년 2월 수원지방검찰청 안산지청 지청장
- 2006년 2월 ~ 2008년 3월 대검찰청 기획조정부장
- 2008년 3월 법무부 검찰국 국장
- 2009년 1월 19일 ~ 2009년 7월 19일 제29대 수원지방검찰청 검사장
- 2009년 7월 21일 ~ 2011년 2월 1일 대검찰청 차장검사
- 2011년 2월 1일 ~ 2011년 8월 2일 제39대 서울고등검찰청 검사장
- 2011 ~ 김&장 법률사무소 변호사
- 2013년 3월 29일 ~ 2021년 3월 31일 두산중공업 사외이사